# Pertti Karppinen

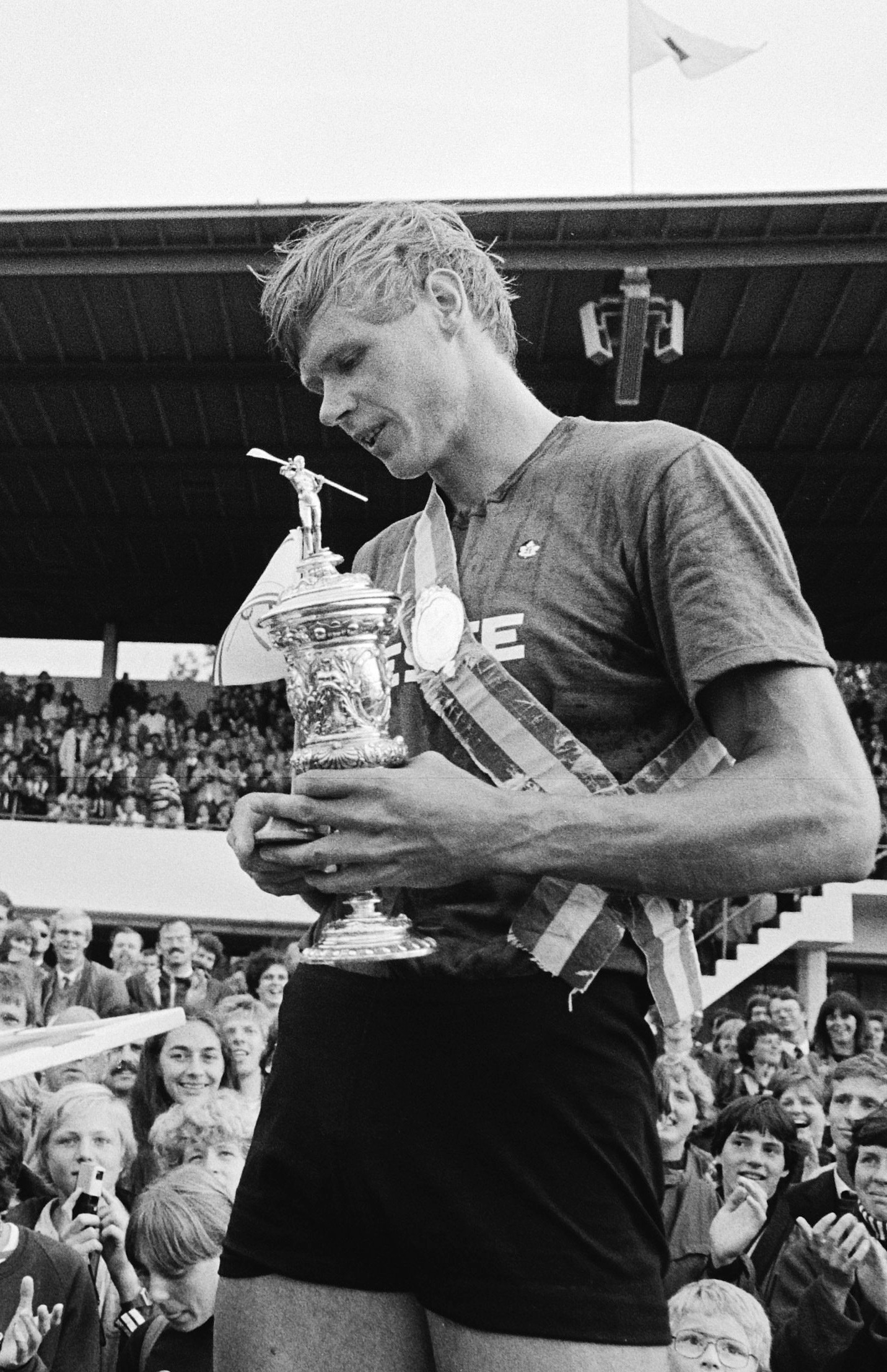
Pertti Karppinen, 1980

Pertti Johannes Karppinen (* 17. Februar 1953 in Vehmaa) ist ein ehemaliger finnischer Ruderer. Karppinen gilt als der erfolgreichste Einer-Ruderer in der Geschichte des Rudersports. Sein größter Konkurrent war der deutsche Ruderer Peter-Michael Kolbe. Gegen ihn gewann er jeweils die Finals bei den Olympischen Spielen in Montreal 1976 und in Los Angeles 1984. Insgesamt gewann Karppinen drei olympische Goldmedaillen und zwei Weltmeistertitel im Einer. 1979 und 1980 war er finnischer Sportler des Jahres.

## Sportliche Karriere

### Vom Karrierebeginn bis 1980
Pertti Karppinen begann 1968 auf Anregung seines älteren Bruders Erkka mit dem Rudersport. Er gehörte dem Ruderverein Nesteen Soutajat in Naantali an. Bei den Europameisterschaften 1973 gewann Karppinen das B-Finale im Einer und belegte damit den siebten Platz in der Gesamtwertung. Im Jahr darauf erreichte er bei den Weltmeisterschaften in Luzern das A-Finale und belegte den sechsten Platz. Bei den Weltmeisterschaften 1975 in Nottingham siegte Peter-Michael Kolbe aus der Bundesrepublik Deutschland vor dem Iren Seán Drea und Martin Winter aus der Deutschen Demokratischen Republik (DDR). Karppinen belegte mit zweieinhalb Sekunden Rückstand auf Winter den vierten Platz.
Bei den Olympischen Sommerspielen 1976 in Montreal gewann Kolbe den ersten Vorlauf vor Seán Drea und Joachim Dreifke aus der DDR, Karppinen musste als Vierter des Vorlaufs in den Hoffnungslauf. Er erreichte das Halbfinale als Sieger des Hoffnungslaufes. Aus dem ersten Halbfinale kamen der Argentinier Ricardo Ibarra sowie Kolbe und Dreifke ins Finale, das zweite Halbfinale gewann Drea vor dem Russen Mykola Dowhan und Karppinen. Im Finale führte lange Zeit Peter-Michael Kolbe, während Karppinen anfangs an fünfter Stelle lag. In der zweiten Rennhälfte zog Karppinen an seinen Gegnern vorbei und siegte mit zweieinhalb Sekunden Vorsprung auf Kolbe, der seinerseits sechseinhalb Sekunden Vorsprung auf den Bronzemedaillengewinner Dreifke hatte. Drea, Dowgan und Ibarra vervollständigten das Ergebnis in dieser Reihenfolge. Karppinen war der erste olympische Medaillengewinner im Rudern aus Finnland.
Bei den Weltmeisterschaften 1977 in Amsterdam gewann Karppinen seine erste Weltmeisterschaftsmedaille, als er mit zwei Sekunden Rückstand auf Joachim Dreifke Silber erhielt; Dritter wurde Dowgan. Im Jahr darauf siegte Kolbe bei den Weltmeisterschaften in Neuseeland vor Rüdiger Reiche aus der DDR, Karppinen belegte den sechsten Platz. 1979 in Bled gewann Karppinen seinen ersten Weltmeistertitel, im Ziel hatte er sechs Sekunden Vorsprung auf Kolbe, Reiche hatte als Dritter zwei weitere Sekunden Rückstand.

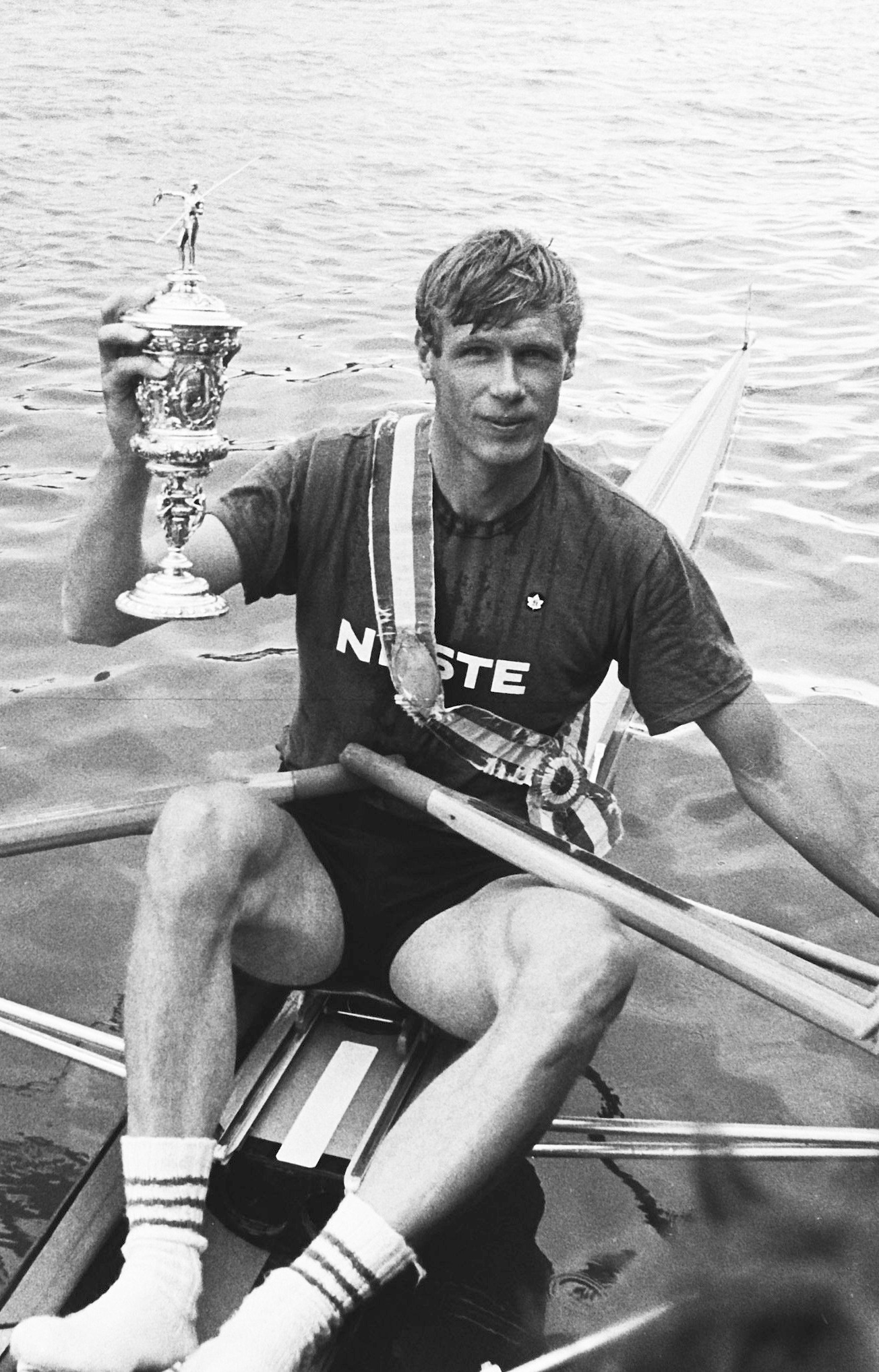
Karppinen, 1980

Im Vorfeld der Olympischen Spiele 1980 beschloss die Regierung der USA einen Olympiaboykott durch die Vereinigten Staaten, dem sich 41 Nationale Olympische Komitees anschlossen. In zahlreichen weiteren Staaten entschieden sich einige Sportler zum Boykott, während andere teilnahmen. Im Einer-Finale von Moskau ruderten mit Pertti Karppinen, Wassili Jakuscha aus der Sowjetunion, dem Schweden Hans Svensson und dem Briten Hugh Matheson vier Ruderer, die auch 1979 im Weltmeisterschaftsfinale gestartet waren. Statt Rüdiger Reiche vertrat Peter Kersten die DDR und nur Kolbe fehlte wegen des Boykotts, Vladek Lacina aus der Tschechoslowakei vervollständigte das Finalfeld. Karppinen gewann das Finale vor Jakuscha und Kersten, Matheson hatte als Sechster knapp über zehn Sekunden Rückstand.

### Von 1981 bis zum Karriereende
In den nächsten Jahren trat der 2,01 m große Pertti Karppinen zusammen mit seinem 1,93 m großen Bruder Reima im Doppelzweier an. 1981 starteten die beiden in München erstmals bei Weltmeisterschaften und gewannen die Silbermedaille hinter Klaus Kröppelien und Joachim Dreifke aus der DDR und vor den Norwegern Rolf Thorsen und Alf John Hansen. 1982 in Luzern siegten die Norweger vor dem Doppelzweier aus der DDR. Reima und Pertti Karppinen belegten den fünften Platz. 1983 in Duisburg siegten Thomas Lange und Uwe Heppner aus der DDR vor Thorsen und Hansen. Hinter dem westdeutschen Boot mit Andreas Schmelz und Georg Agrikola belegten die beiden Finnen den vierten Platz.
Im Vorfeld der Olympischen Spiele 1984 beschloss die Regierung der Sowjetunion einen Olympiaboykott, dem sich 18 Nationale Olympische Komitees anschlossen. Von den 1983 im Einer-Finale der Weltmeisterschaften vertretenen Booten boykottierten die UdSSR, die DDR, die Tschechoslowakei und Polen. Für die Vereinigten Staaten trat bei der olympischen Regatta in Los Angeles statt des WM-Dritten Christopher Wood als neuer Mann John Biglow an, so dass Weltmeister Peter-Michael Kolbe der einzige Einer-Ruderer aus dem Vorjahresfinale war. Aber mit Kolbe, dem in den Einer zurückgekehrten Pertti Karppinen und dem argentinischen Veteranen Ricardo Ibarra waren drei Ruderer am Start, die bereits 1976 im Finale standen. Den ersten Vorlauf gewann Karppinen mit über sieben Sekunden Vorsprung auf Kolbe und Biglow. Im Halbfinale siegte Karppinen mit der schnellsten Zeit vor dem Kanadier Robert Mills und dem Griechen Kostas Kontomanolis, das zweite Halbfinale gewann Kolbe vor Ibarra und Biglow. Im Finale führte Kolbe wieder lange Zeit und wie 1976 konnte Karppinen im Schlussspurt an ihm vorbeiziehen und siegte mit zwei Sekunden Vorsprung, acht Sekunden hinter Kolbe ruderte Mills zur Bronzemedaille. Karppinen war damit nach Wjatscheslaw Iwanow (1956 bis 1964) der zweite Ruderer, der drei olympische Goldmedaillen im Einer gewonnen hatte.
Bei den Weltmeisterschaften 1985 auf dem belgischen See Hazewinkel gewann Karppinen seinen zweiten Weltmeistertitel vor Andrew Sudduth aus den Vereinigten Staaten und Kolbe. Ein Jahr später bei den Weltmeisterschaften in Nottingham siegte Kolbe mit vier Sekunden Vorsprung auf Karppinen, dahinter gewann Wassili Jakuscha die Bronzemedaille. Seit den Weltmeisterschaften 1974 hatte bei Weltmeisterschaften im Einer entweder Kolbe (fünf Titel) oder Karppinen (zwei Titel) oder ein Ruderer aus der DDR (je ein Titel für Hönig, Dreifke und Reiche) gewonnen. So kam es auch bei den Weltmeisterschaften in Kopenhagen. Es siegte mit Thomas Lange der neue Vertreter der DDR vor Kolbe und Karppinen.
Bei seinem vierten Olympiastart 1988 in Seoul unterlag Karppinen in seinem Vorlauf gegen den Schweden Fredrik Hultén. Nach einem Sieg im Hoffnungslauf traf Karppinen im Halbfinale auf Peter-Michael Kolbe. Kolbe siegte, dreißig Sekunden dahinter erreichte Karppinen als Letzter die Ziellinie. Im B-Finale gewann Karppinen und belegte somit den siebten Platz. Karppinen blieb weitere vier Jahre im Einer aktiv. Er erreichte den siebten Platz bei den Weltmeisterschaften 1989, 1990 und 1991 ruderte er jeweils auf den achten Platz. Nach dem zehnten Platz bei den Olympischen Spielen 1992 endete Karppinens große Karriere.
Pertti Karppinen war Feuerwehrmann von Beruf. Er gehörte zur Betriebsfeuerwehr der Wärtsilä-Werft. Später war Karppinen für eine Busfirma tätig.